# Турнье, Николя
Николя́ Турнье́ (фр. Nicolas Tournier; 12 июля 1590, Монбельяр — до февраля 1639, Тулуза) — французский живописец, караваджист.

## Биография
Николя Турнье родился в Монбельяре (княжество Монбельяр, входившее до 1793 года в состав Священной Римской империи). Он был внуком Клода Турнье, гугенота из Безансона, приехавшего в Монбельяр в поисках убежища в 1525 году, сыном Андре Турнье, художника, и Жанетты Нобло. Николя продолжил дело отца, став «протестантским художником из Безансона», но о его жизни мало что известно до тех пор, пока 21 марта 1618 года его не объявили «отсутствующим в стране».
По некоторым источникaм, Турнье был учеником Валантена де Булоня (1591—1632). С 1619 по 1626 годы Турнье работал в Риме, где на него оказало большое влияние творчество Караваджо, а также, помимо Валентена, Николя Ренье и Жорж де Латур. Живопись Турнье римского периода близка произведениям Бартоломео Манфреди (1580—1622).
В 1626 году Николя Турнье покинул Рим и отправился на юг Франции, в Нарбон, где получил свой первый заказ (Товий и ангел в соборе Нарбона). Во второй период своей карьеры он также посетил Каркассон и Тулузу. В этом городе в 1628 году он написал «Распятие со святым Франциском из Паолы» (Париж, Лувр) для церкви Минимов и «Христа, снятого с креста» для собора Сент-Этьен. В 1632 году художник поселился в Тулузе, где работал до конца жизни. Известно, что 30 декабря 1638 года больной Турнье оставил завещание в доме скульптора Пьера Аффра. Умер в 1639 году в Тулузе. Из его завещания следует, что он приобрел статус «régnicole», то есть подданного короля Франции.
Поздние произведения Турнье приближают его творчество к нормам академического классицизма болонской школы.
Картина турнье «Несение креста», написанная для капеллы одного из католических братств, была украдена в 1818 году из Музея августинцев в Тулузе и обнаружена лишь почти 190 лет спустя.

## Галерея
- Товия и ангел. Капелла Благовещения, Собор святых Юста и Пастора, Нарбон
- Христос, снятый с креста. Между 1632 и 1635. Холст, масло.  Музей августинцев, Тулуза
- Распятие. Ок. 1635. Холст, масло. Лувр, Париж
- Лютнист. 1630-е. Холст, масло. Государственный  Эрмитаж, Санкт-Петербург
- Компания за столом. 1620-е. Холст, масло. Музей изобразительных искусств, Будапешт
- Концерт. Между 1630 и 1635. Холст, масло. Лувр, Париж
- Крестьянка с блюдом фруктов. Ок. 1630. Холст, масло. Фонд Бемберг, Тулуза